# Аргаяшское сельское поселение
Аргаяшское се́льское поселе́ние — муниципальное образование в Аргаяшском районе Челябинской области Российской Федерации. В рамках административно-территориального устройства муниципальное образование  соответствует административно-территориальной единице Аргаяшский сельсовет.
Административный центр — село Аргаяш.

## История
Статус и границы сельского поселения установлены Законом Челябинской области от 12 ноября 2004 года № 292-ЗО «О статусе и границах Аргаяшского муниципального района и сельских поселений в его составе».

## Население
| 2002    | 2010    | 2011    | 2012    | 2013    | 2014    | 2015    |
| ------- | ------- | ------- | ------- | ------- | ------- | ------- |
| 10 170  | ↘10 061 | ↗10 067 | ↘9937   | ↗10 138 | ↗10 198 | ↗10 234 |
| 2016    | 2017    | 2018    | 2019    | 2020    | 2021    | 2023    |
| ↗10 284 | ↗10 293 | ↘10 153 | ↘10 039 | ↗10 042 | ↗10 084 | ↗10 211 |

## Состав сельского поселения
| № | Населённый пункт | Тип населённого пункта       | Население |
| - | ---------------- | ---------------------------- | --------- |
| 1 | Аргаяш           | село, административный центр | ↗10 211   |